# Arlanza (Schiff, 1912)
Die RMS Arlanza (I) war ein 1912 in Dienst gestelltes Passagierschiff der britischen Reederei Royal Mail Line. Nach 26 Dienstjahren wurde das Schiff 1938 in Blyth abgewrackt.

## Das Schiff
Das 15.044 BRT große Dampfschiff Arlanza wurde bei Harland & Wolff  im irischen Belfast gebaut und lief am 23. November 1911 vom Stapel. Das 173,8 Meter lange und 19,9 breite Passagier- und Postschiff hatte einen Schornstein, zwei Masten und drei Propeller und wurde von zwei Dreifachexpansions-Dampfmaschinen und eine Abdampfturbine angetrieben, die eine Geschwindigkeit von 17 Knoten ermöglichten. Die Passagierunterkünfte waren für 380 Reisende Erster Klasse, 250 Zweiter Klasse und 700 Dritter Klasse ausgelegt. Sie war das Schwesterschiff der 1913 in Dienst gestellten Andes (I) (15.620 BRT).
Die Arlanza wurde für den Passagier- und Postdienst von Southampton nach Südamerika in Dienst gestellt. Sie wurde auf derselben Helling gebaut, auf der zuvor die Olympic der White Star Line entstanden war. Als Nächstes wurde auf derselben Helling der Bau der Britannic begonnen, dem Schwesterschiff der Olympic und der Titanic.
Von 1915 bis 1920 diente die Arlanza als bewaffneter Hilfskreuzer (Armed Merchant Cruiser) im Ersten Weltkrieg. Nach Kriegsende war die Arlanza wieder im zivilen Passagierverkehr tätig, bis sie im September 1938 in Blyth abgewrackt wurde.